# Mademoiselle Préville
Angélique Drouin, död 1798, var en fransk skådespelare.  Hon var känd under artistnamnet Mademoiselle Préville på Comédie-Française i Paris, där hon var engagerad 1753-1786. 
Syster till Madame Drouin. Hon spelade framgångsrikt modersroller och koketta kvinnor. 